# Tartu (Landgemeinde)

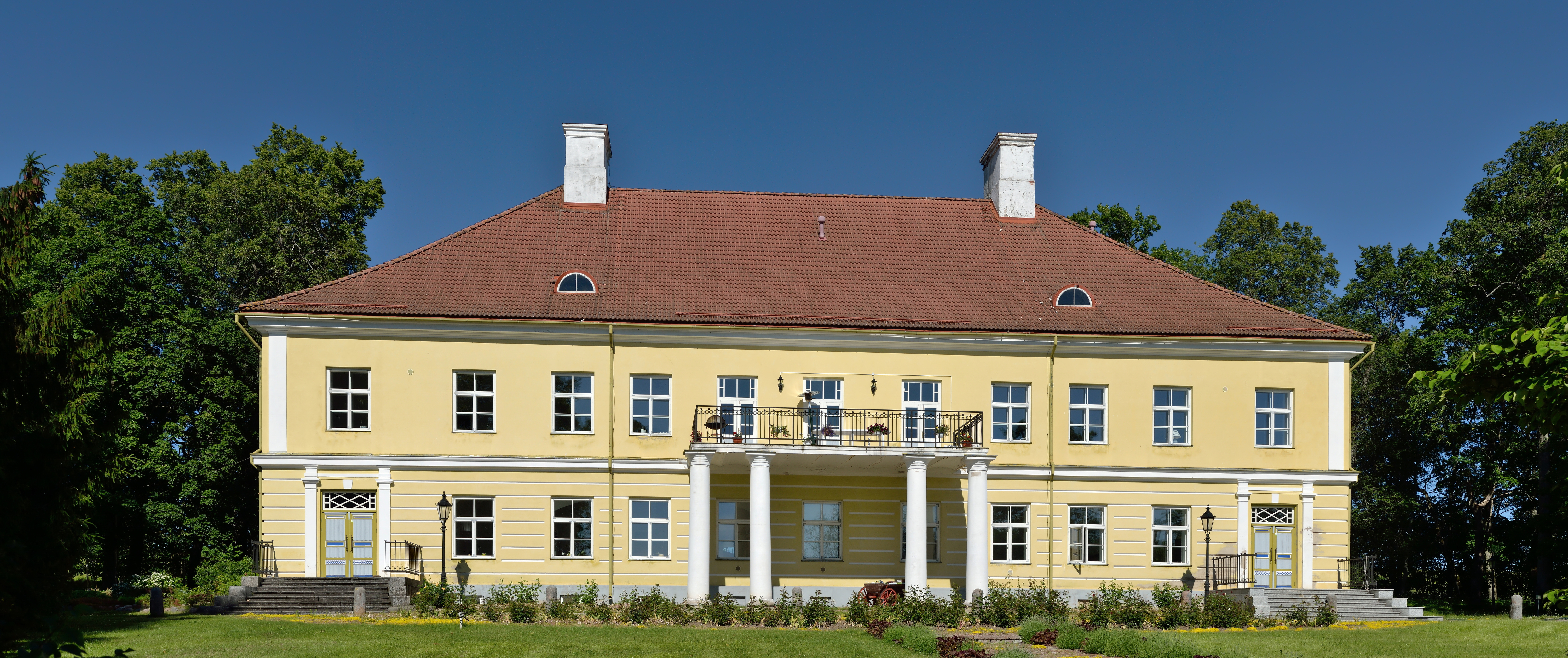
Herrenhaus in Saadjärve

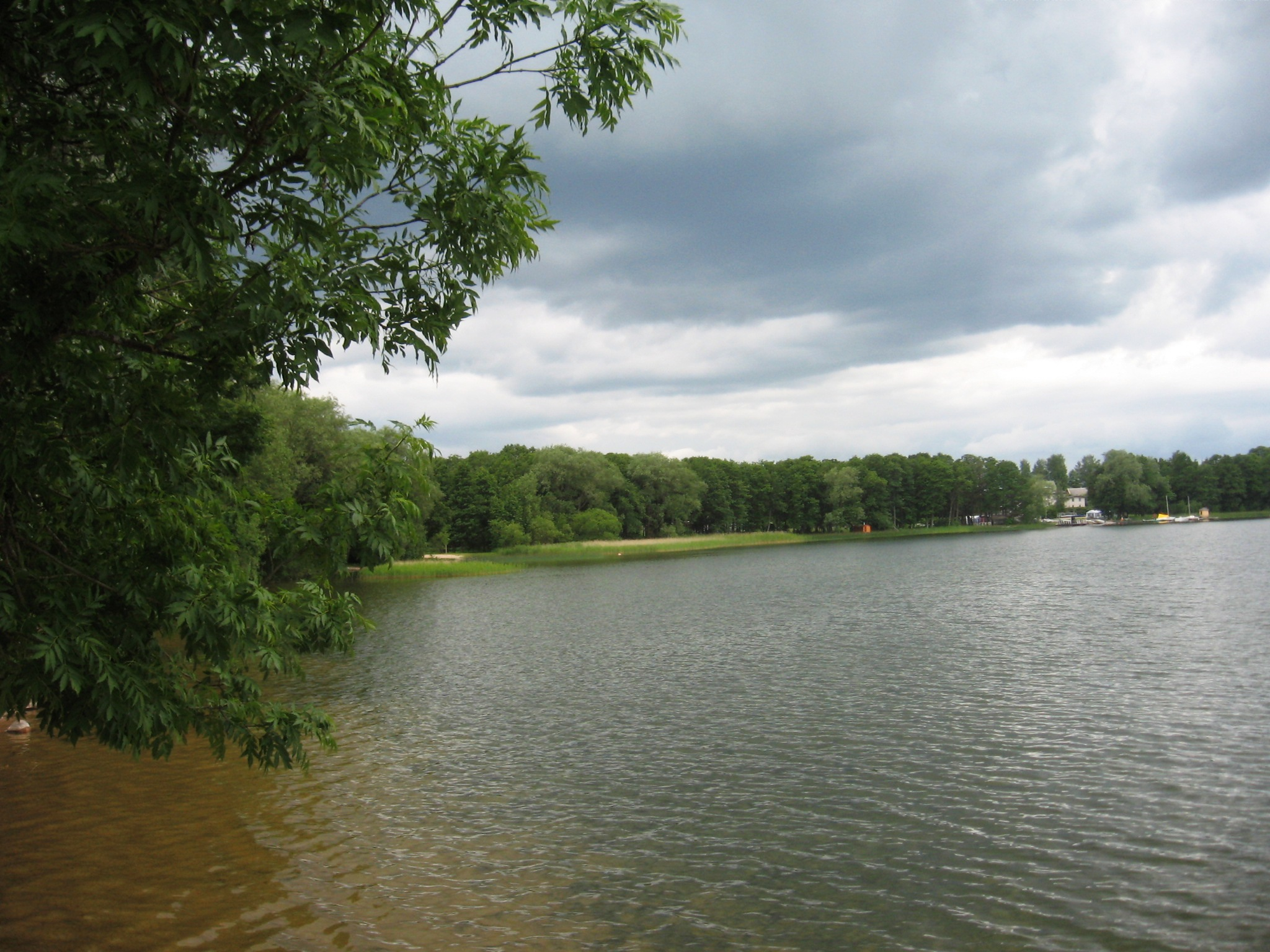
Am See Saadjärv

Tartu ist eine Landgemeinde im estnischen Kreis Tartu mit einer Fläche von 298,69 km². Sie hat 6041 Einwohner (Stand: 31. Dezember 2010).

## Geografie
Tartu liegt nördlich der gleichnamigen Stadt Tartu. Im Norden des Gemeindegebiets liegen einige Seen, darunter der Saadjärv und der Soitsjärv. Durch die Gemeinde führt die estnische Nationalstraße 3.

## Gliederung
Neben dem Hauptort Kõrveküla gehören zur Landgemeinde die Dörfer Aovere, Äksi, Arupää, Erala, Haava, Igavere, Jõusa, Kastli, Kikivere, Kobratu, Kukulinna, Kärkna, Kükitaja, Lammiku, Lombi, Lähte, Maramaa, Metsanuka, Möllatsi, Nigula, Nõela, Õvi, Puhtaleiva, Pupastvere, Saadjärve, Salu, Soeküla, Soitsjärve, Sojamaa, Sootaga, Taabri, Tammistu, Tila, Toolamaa, Vahi, Vasula, Vedu, Vesneri, Viidike, Vilussaare, Võibla und Väägvere.

## Kultur und Sehenswürdigkeiten
Im Dorf Äksi, dort wo die Straße Äksi-Kukulinna in die Straße Tartu-Jogeva-Aravete mündet, erinnert ein Denkmal an den Estnischen Freiheitskrieg (estnisch Vabadussõda) von 1918 bis 1920 gegen Sowjetrussland.

## Städtepartnerschaften
Seit 1996 besteht eine Partnerschaft mit dem deutschen Gemeindeverband Amt Gelting (seit 2008 Amt Geltinger Bucht) in Schleswig-Holstein und seit 2009 mit der finnischen Stadt Jyväskylä.

## In der Gemeinde geboren
- Miina Härma (1864–1941), estnische Komponistin, Chorleiterin und Organistin
- Mait Metsanurk (1879–1957), estnischer Schriftsteller
- Adalbert Wirkhaus (1880–1961), estnischer Komponist und Dirigent

## Nachweise
1. ↑  Website Tartu vald, abgerufen am 31. Mai 2018